# Hajnówka
Hajnówka (česky Hajnovka, bělorusky Гайнаўка, Hajnaŭka, ukrajinsky Гайнівка, Hajniwka, rusky dříve Гайновка, Gajnovka nověji Хайнувка, Chajnuvka) je město v Polsku v Podleském vojvodství, správní sídlo hajnovského okresu. V letech 1975–1998 město spadalo pod administrativní správu Bělostockého vojvodství. Od roku 2007 je v obci jako druhý úřední jazyk běloruština. Žije zde přibližně 19 tisíc obyvatel.
Ve městě se každoročně koná Mezinárodní festival „Hajnowskie Dni Muzyki Cerkiewnej”.

## Geografie
Město se rozkládá na Bílské rovině, v západním cípu Bělověžského pralesa. Vzhledem ke své poloze v blízkosti Bělověže a pralesa je "branou do Bělověžského pralesa".

## Galerie

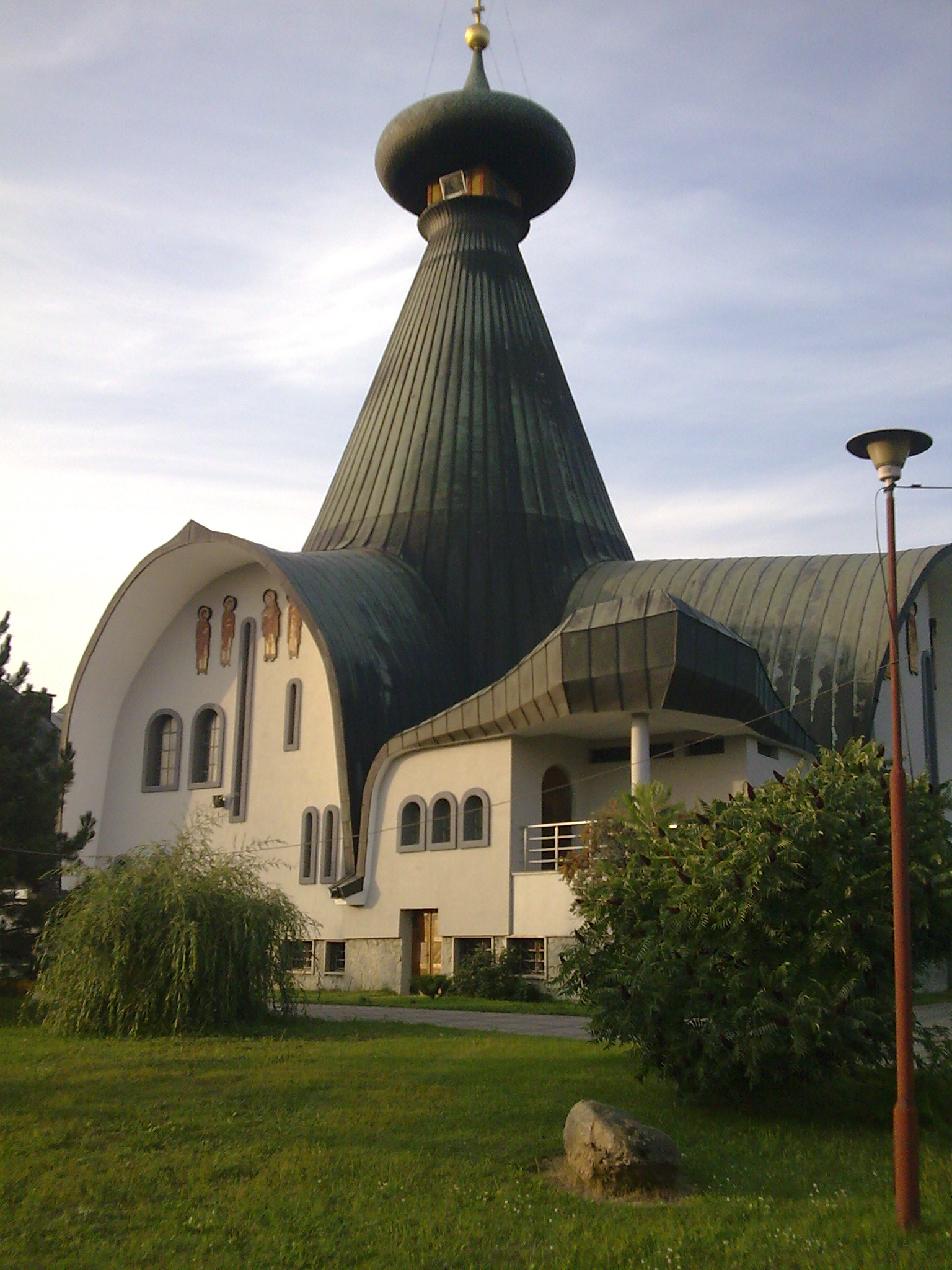
Místní svatostánek (1)
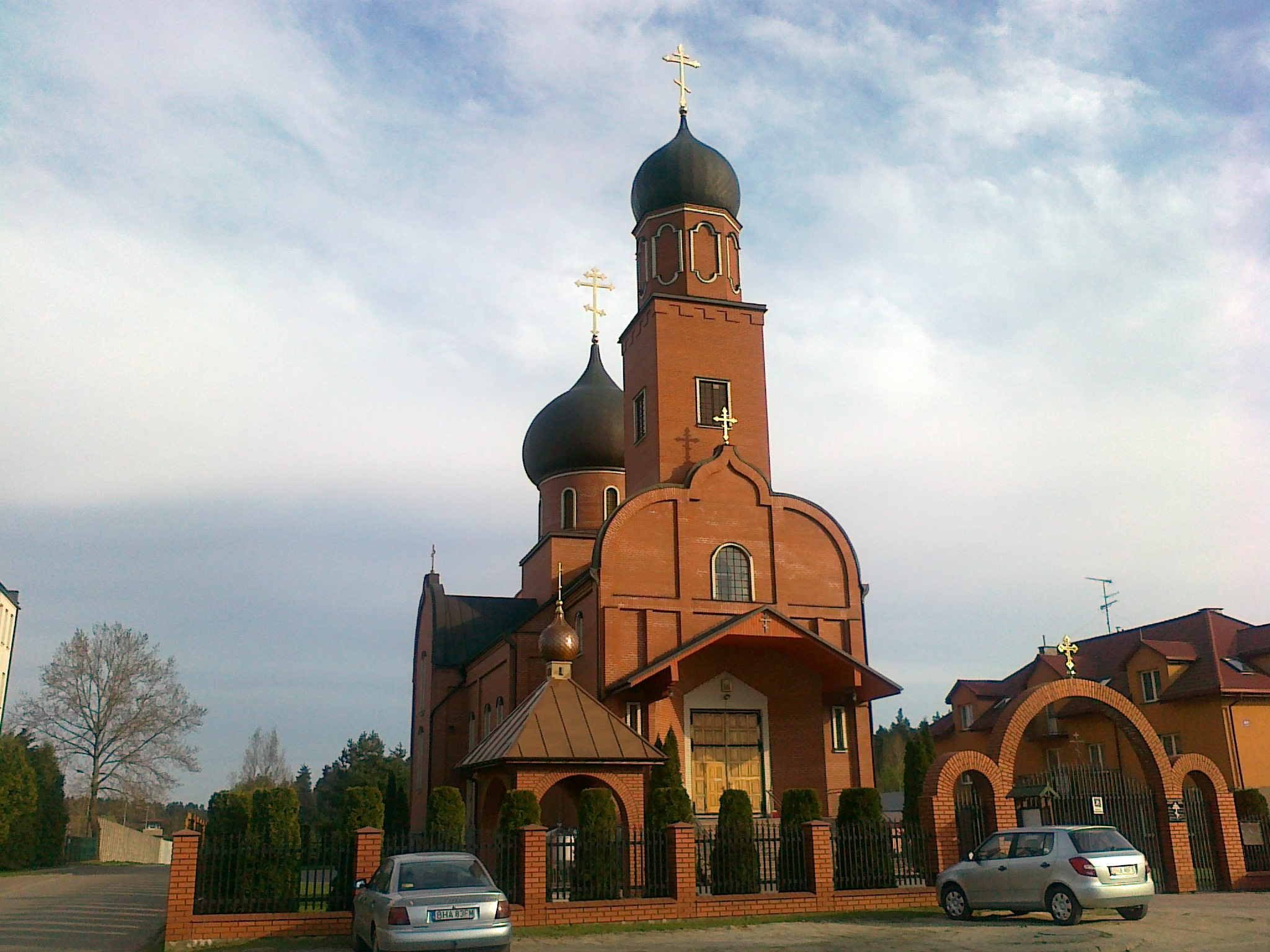
Místní svatostánek (2)
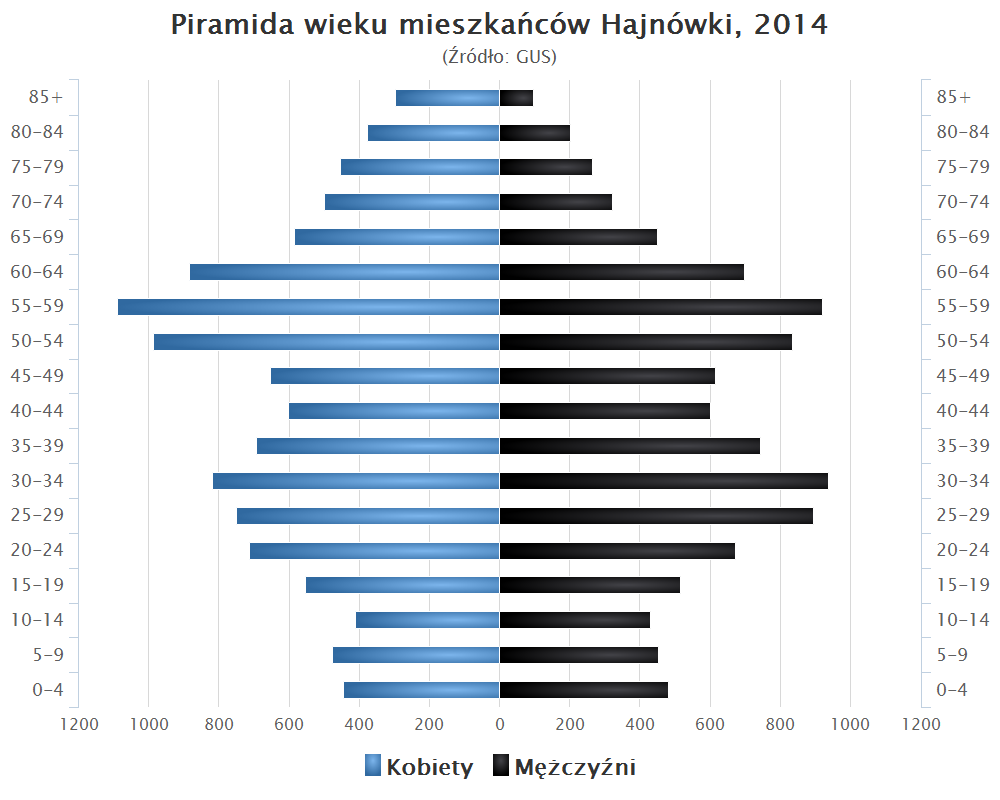
Stav demografie k roku 2014

## Významní rodáci
- Katarzyna Bonda (* 1977), polská spisovatelka